# Contra Costa County
Contra Costa County er et amt beliggende i den vest-centrale del af den amerikanske delstat Californien. Hovedbyen i amtet er Martinez. I år 2010 havde amtet 1.049.025 indbyggere.

## Geografi
Ifølge United States Census Bureau er Contra Costas totale areal er 2.077,6 km² hvoraf de 212,9 km² er vand. 

### Grænsende amter
- Alameda County - syd
- Marin County - vest
- Solano County - nord
- Sacramento County - nordøst
- San Joaquin County - øst
- San Francisco County - sydvest